# مهین، سوریه
مهین (به عربی: مهین) یک منطقهٔ مسکونی در سوریه است که در شهرستان حمص واقع شده‌است.

## خصوصیات
مهین ۱۱٬۰۶۴ نفر جمعیت دارد.